# A War You Cannot Win
A War You Cannot Win är det amerikanska metalcorebandet All That Remains sjätte studioalbum. Det släpptes i november 2012 på skivbolaget Razor & Tie. Albumet gavs även ut i Australien, Japan och året efter i Argentina.
Som föregångaren ...for We Are Many (2010) spelades även detta album in i bandets hemstat Massachusetts och producerades av Adam Dutkiewicz (Killswitch Engage).
A War You Cannot Win tog sig upp på en trettondeplats på Billboard 200.
Låtarna "Asking Too Much", "Stand Up" och "What If I Was Nothing" släpptes som singlar, de två senare med tillhörande musikvideor.

## Låtlista
1. "Down Through the Ages" – 3:31
2. "You Can't Fill My Shadow" – 3:33
3. "Stand Up" – 4:00
4. "A Call to All Non-Believers" – 2:44
5. "Asking Too Much" – 3:28
6. "Intro" (instrumental) – 0:21
7. "Just Moments in Time" – 3:27
8. "What If I Was Nothing" – 4:36
9. "Sing for Liberty" – 3:41
10. "Not Fading" – 3:34
11. "Calculating Loneliness" (instrumental) – 2:39
12. "A War You Cannot Win" – 3:45

Bonusspår på japanska utgåvan
1. "Let Nothing Bind Me" – 3:00

## Medverkande
Musiker
- Philip Labonte – sång
- Mike Martin – gitarr
- Oli Herbert – gitarr
- Jeanne Sagan – basgitarr
- Jason Costa – trummor

Produktion
- Adam Dutkiewicz – producent, inspelningstekniker
- Jim Fogarty – inspelningstekniker
- Brian Virtue – mixning
- Brad Blackwood – mastering
- Rob Graves – låtskrivande
- Johnny Andrews – låtskrivande
- P. R. Brown – design, foto